# Porotrichum subangustifolium
Porotrichum subangustifolium är en bladmossart som beskrevs av C. Müller 1898. Porotrichum subangustifolium ingår i släktet Porotrichum och familjen Neckeraceae. Inga underarter finns listade i Catalogue of Life.